# Alocasia alba
Alocasia alba är en kallaväxtart som beskrevs av Heinrich Wilhelm Schott. Alocasia alba ingår i släktet Alocasia och familjen kallaväxter. Inga underarter finns listade.